# 范性
范性（？年—？年），浙江会稽（今浙江绍兴）人，是一名明朝政治人物，范冰冰的祖宗之一。

## 生平
范性曾于1561年接替纪元凯任崇明县知县一职，1563年由蒋自克接任。